# Référendum malawite de 1993
Un référendum sur la réintroduction de la démocratie multipartite a eu lieu au Malawi le 14 juin 1993. Plus de 64% des électeurs ont voté pour mettre fin aux 37 ans de monopole du pouvoir du Parti du congrès du Malawi. Peu après, le président Hastings Banda, leader depuis l'indépendance du pays, a été déchu de son poste de président à vie et de la plupart des pouvoirs dictatoriaux qu'il détenait depuis l'institution du régime du parti unique en 1966. Des élections générales ont eu lieu l'année suivante, au cours desquelles Banda a été vaincu. Le taux de participation au référendum était de 67%, pour 4,7 millions d'électeurs inscrits.

Résultats par région et par district.

## Résultats
| Choix                                                | Votes     | %     |
| ---------------------------------------------------- | --------- | ----- |
| État multipartite                                    | 1 993 996 | 64,69 |
| État à parti unique                                  | 1 088 473 | 35,31 |
| Votes invalides / blancs                             | 70 979    | -     |
| Total                                                | 3 153 448 | 100   |
| Électeurs / participation                            | 4 699 527 | 67,10 |
| Source: Base de données sur les élections africaines |           |       |